# Алсакер, Пол Кристиан
Пол Кристиан Алсакер (норв. Paal (Pål) Christian Alsaker; род. 6 ноября 1973, коммуна Стур) — норвежский футболист, крайний полузащитник и нападающий.

## Биография
На старте взрослой карьеры выступал в низших лигах Норвегии за клубы «Стур», «Солид» и «Тротт», представлявшие разные населённые пункты с его родного острова Стур. Также два сезона провёл в клубе «Вард» (Хёугесунн) в первом дивизионе Норвегии. В этот период безуспешно был на просмотре в шотландском «Данфермлин Атлетик».
В апреле 1997 года перешёл в эстонский клуб «Лелле СК». Дебютировал в высшем дивизионе Эстонии 22 апреля 1997 года в матче против «Флоры», а первый гол забил 11 мая 1997 года в ворота клуба «Марлекор». Летом 1997 года перешёл в другой эстонский клуб — «Флору» (Таллин), с которой в сезоне 1997/98 стал чемпионом Эстонии и четвёртым бомбардиром чемпионата, забив 12 голов в 23 матчах. 12 мая 1998 года сделал хет-трик в матче с «Таллинна Садам». На старте короткого осеннего сезона 1998 года сыграл 2 матча за «Флору», в том сезоне клуб также завоевал чемпионский титул. В июле 1998 года сыграл два матча за эстонский клуб в Лиге чемпионов. Также в 1998 году завоевал Кубок и Суперкубок Эстонии. В августе 1998 года был отдан в аренду в клуб английского чемпионшипа «Стокпорт Каунти», где сыграл только один матч, проведя на поле первый тайм в игре против «Норвич Сити» 15 августа 1998 года. Весной 1999 года был отдан в аренду в сильнейший клуб Норвегии того времени «Русенборг», где за полгода четыре раза выходил на замену в играх высшего дивизиона.
Летом 1999 года перешёл в клуб чемпионата Греции «Ионикос», за который сыграл 7 матчей в чемпионате (из них один раз вышел в стартовом составе), два матча в Кубке Греции и 2 матча в Кубке УЕФА. Последние матчи провёл в январе 2000 года, после чего вернулся в Норвегию.
С 2000 года в течение четырёх лет играл за «Стрёмсгодсет» из Драммена в первом и высшем дивизионах Норвегии. В высшем дивизионе в 2001 году сыграл 13 матчей и забил 2 гола. В 2002 году забил 11 голов в первом дивизионе, став вторым снайпером своего клуба после Йостейна Флу (12). Затем играл в первом и более низших дивизионах за «Хёугесунн», «Нутодден» и «Мьёндален». В 2012 году 39-летний футболист прекратил профессиональную карьеру и затем ещё несколько лет играл за любительские клубы.

## Достижения
- Чемпион Эстонии: 1997/98, 1998
- Обладатель Кубка Эстонии: 1997/98
- Обладатель Суперкубка Эстонии: 1998
- Чемпион Норвегии: 1999